# Salvatierra de los Barros
Salvatierra de los Barros (extremadurai nyelven Salvatierra delos Barrus) település Spanyolországban, Badajoz tartományban. Salvatierra de los Barros Jerez de los Caballeros, Salvaleón, Nogales, La Parra, Feria és Burguillos del Cerro községekkel határos. Lakosainak száma 1559 fő (2024).

## Népesség
A település népessége az utóbbi években az alábbiak szerint változott:
| Lakosok száma | 1951 | 1889 | 1845 | 1788 | 1779 | 1721 | 1701 | 1645 | 1608 | 1559 |
|               | 2001 | 2004 | 2006 | 2009 | 2011 | 2014 | 2016 | 2019 | 2021 | 2024 |